# Mikuláš Szontagh mladší
MUDr. Mikuláš Szontagh mladší (také: Mikuláš Szontágh; 10. srpna 1882, Nový Smokovec, Slovensko – 25. nebo 26. červenec 1963, Levoča) byl lékař, syn zakladatele Nového Smokovce MUDr. Mikuláše Szontagha. Byl dědicem a pokračovatelem léčebných aktivit svého otce, který se věnoval klimatické léčbě TBC a respiračních nemocí ve vysokohorském prostředí Vysokých Tater.

## Životopis
Maturoval na levočském gymnáziu, jako medik studoval ve Štrasburku a v Budapešti, kde mu udělili doktorát medicinae universae. Za manželku si vzal Italku, rozenou Marie Fraperti-Széll (* 30. 10. 1873). Krátce po sňatku se v roce 1909 ujal vedení Nového Smokovce.
Jak záložní lékař narukoval a plnil si své povinnosti v lazaretech během první světové války. Vrátil se v roce 1916, když vojenská správa prohlásila novosmokovská sanatoria za vojenské ozdravovny pod jeho vedením.
V roce 1917, když se kriticky rozšířila plicní TBC, se rozhodl postavit novou léčebnu. Neměl však na její stavbu dostatek kapitálu, a tak oslovil bohaté vlastníky koželužny v Liptovském Mikuláši, rodinu Hubkovců. Manželé Peter a Marie Hubkovcovi se stali majiteli 97% akci. Později se přidali i další akcionáři. Dokončena byla, po mnoha problémech s kapitálem, dělníky a akcionáři, 28. července 1925. Léčebný ústav pojmenovali Palace - sanatórium a spojené sanatóriá dr. Szontagha. Světová hospodářská krize donutila akcionáře v roce 1933 prodat nové sanatorium Všeobecnému penzijnímu ústavu. Po dalších stavebních úpravách, když nový majitel zmodernizoval lékařské zařízení, vybudoval park, hřiště a kolonádu, sanatorium znovu otevřeli 24. února 1935. Nazvali ho Sanatorium Všeobecného penzijního ústavu. Mezi obyvateli Tater se později ustálil název ústavu "Penzák".
Stará osada nezměnila název. Lékařsky ji vedl i nadále Mikuláš Szontagh mladší s primářem Vilémem Šimkem. Název Palace se přenesl na nově postavenou budovu, kterou podle projektů Milana Harmince dokončili v roce 1934.
Mikuláš Szontagh mladší byl horolezcem, lyžařem, aktivní byl v horské záchranné službě. V letech 1933 - 1938 byl předsedou Karpatského spolku, ale i předsedou Svazu tatranských lázní a sanatorií. Lázně v Novém Smokovci byly v roce 1948 znárodněny. Ve Vysokých Tatrách byl nežádoucí. Přestěhoval se 16. března 1945 do Levoče. V tamní nemocnici byl sekundárním lékařem. Žil tam až do své smrti. Pohřben byl na hřbitově v Popradu - Velké. Jeho manželka ho nenásledovala. S podlomeným zdravím se vrátila zpět do italského Merana. Mikuláš Szontagh ml. měl dva syny.

## Galerie

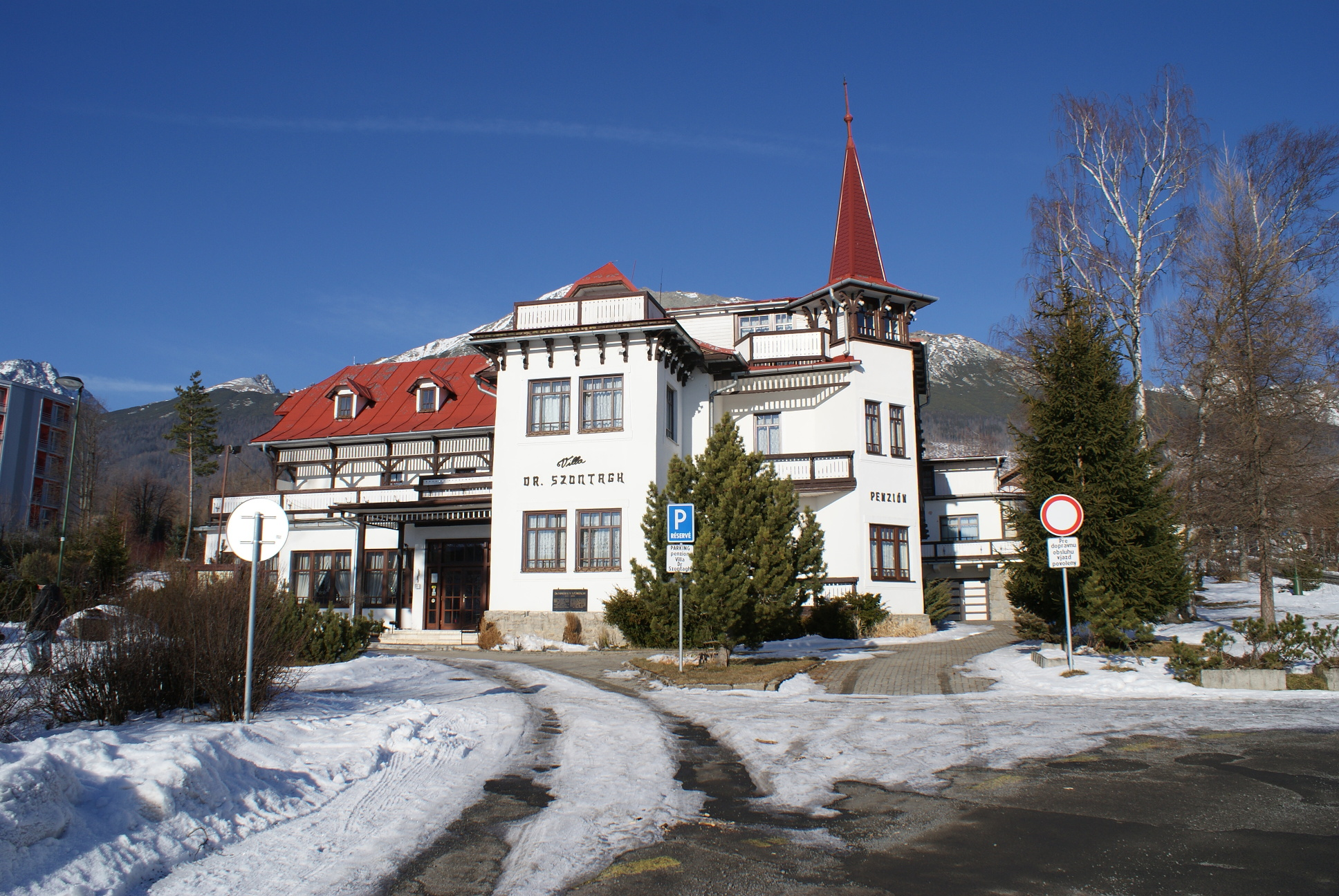
Vila rodiny Szontaghů v Novém Smokovci
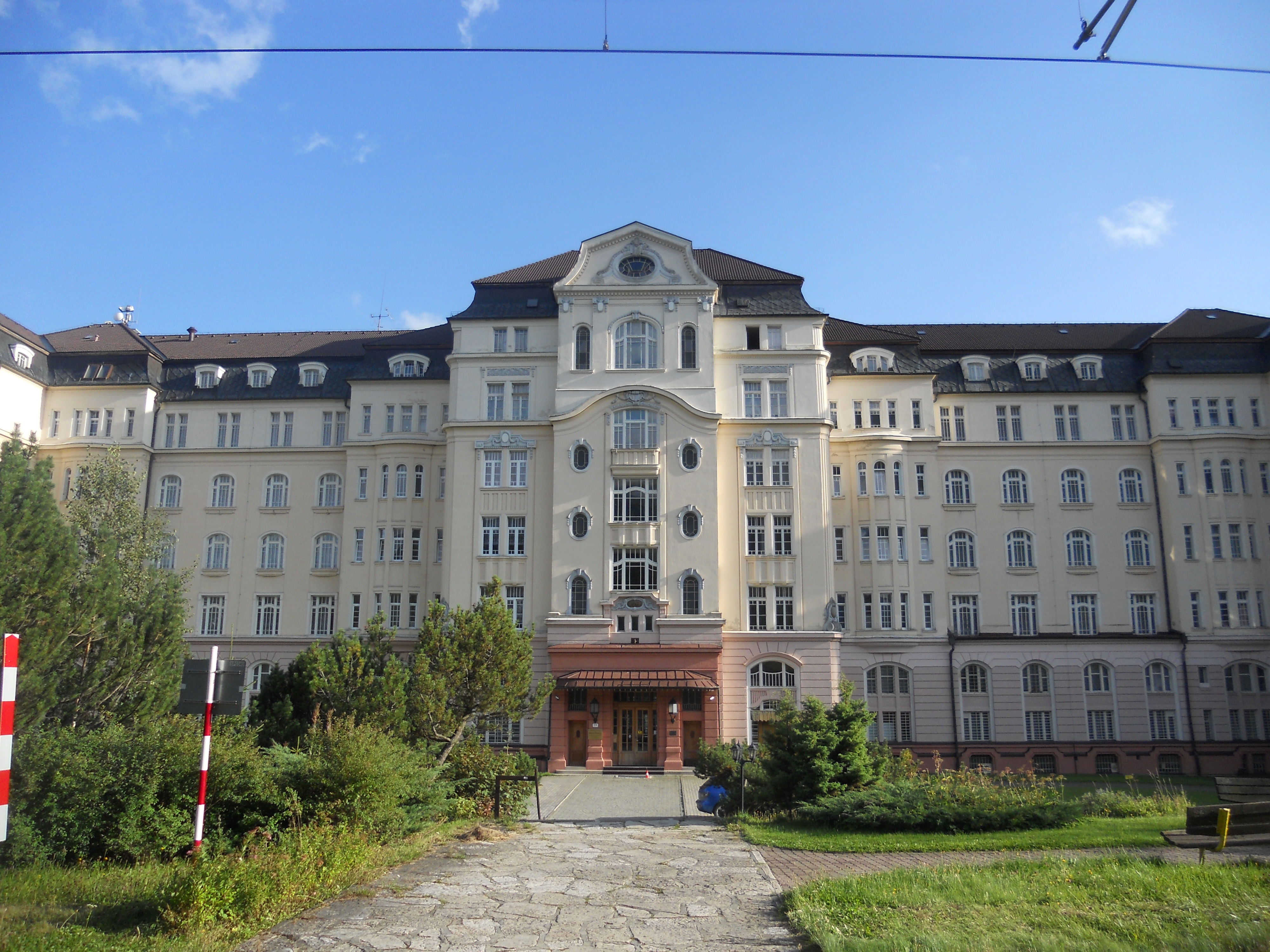
Bývalé Sanatorium Všeobecného penzijního ústavu, dnes nese jméno Sanatórium Royal Palace. Je známé jako "Penzák"
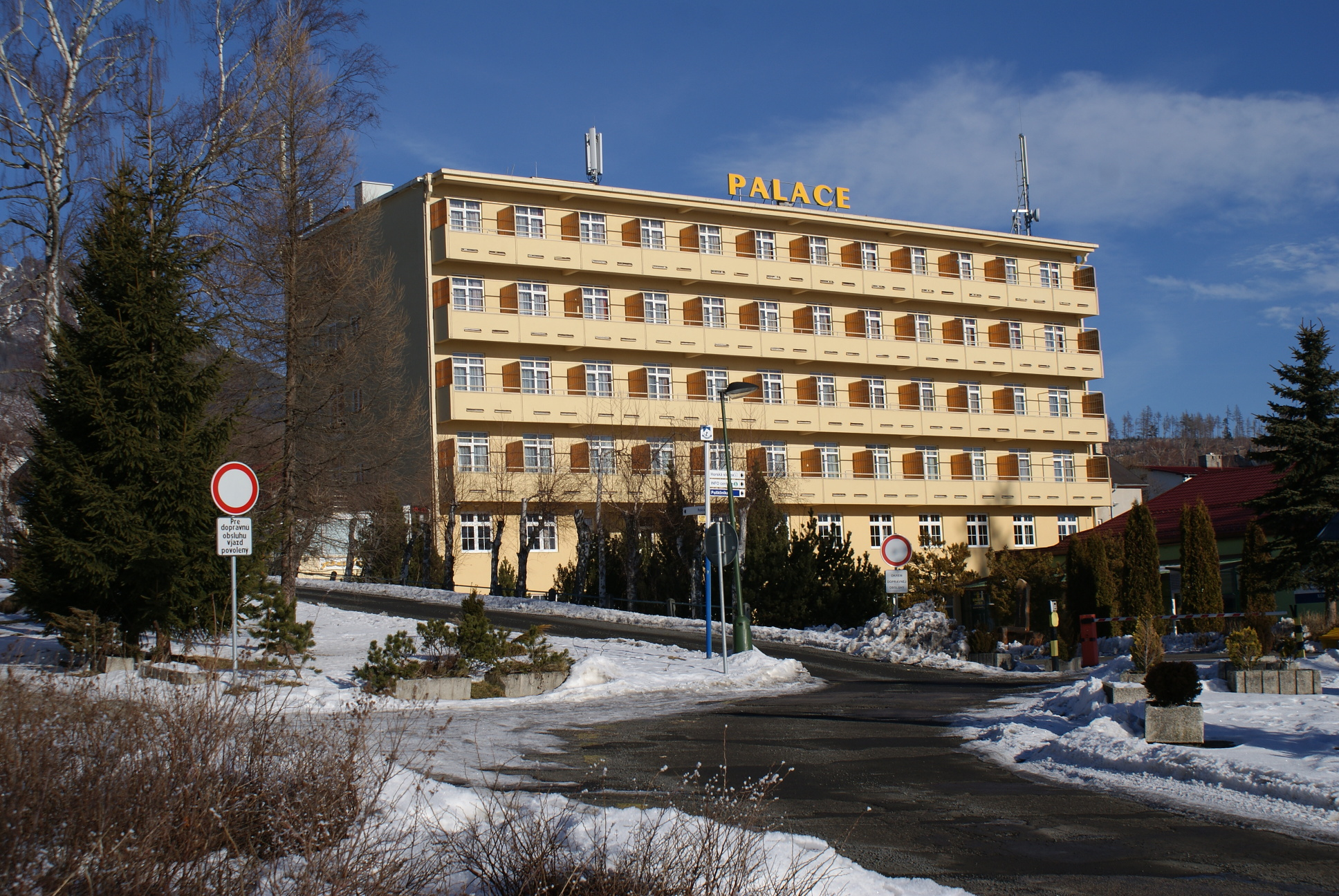
Léčebný dům Palace v Novém Smokovci